# Duesenberg
Duesenberg var en amerikansk biltillverkare som verkade mellan 1913 och 1937.

## Historik

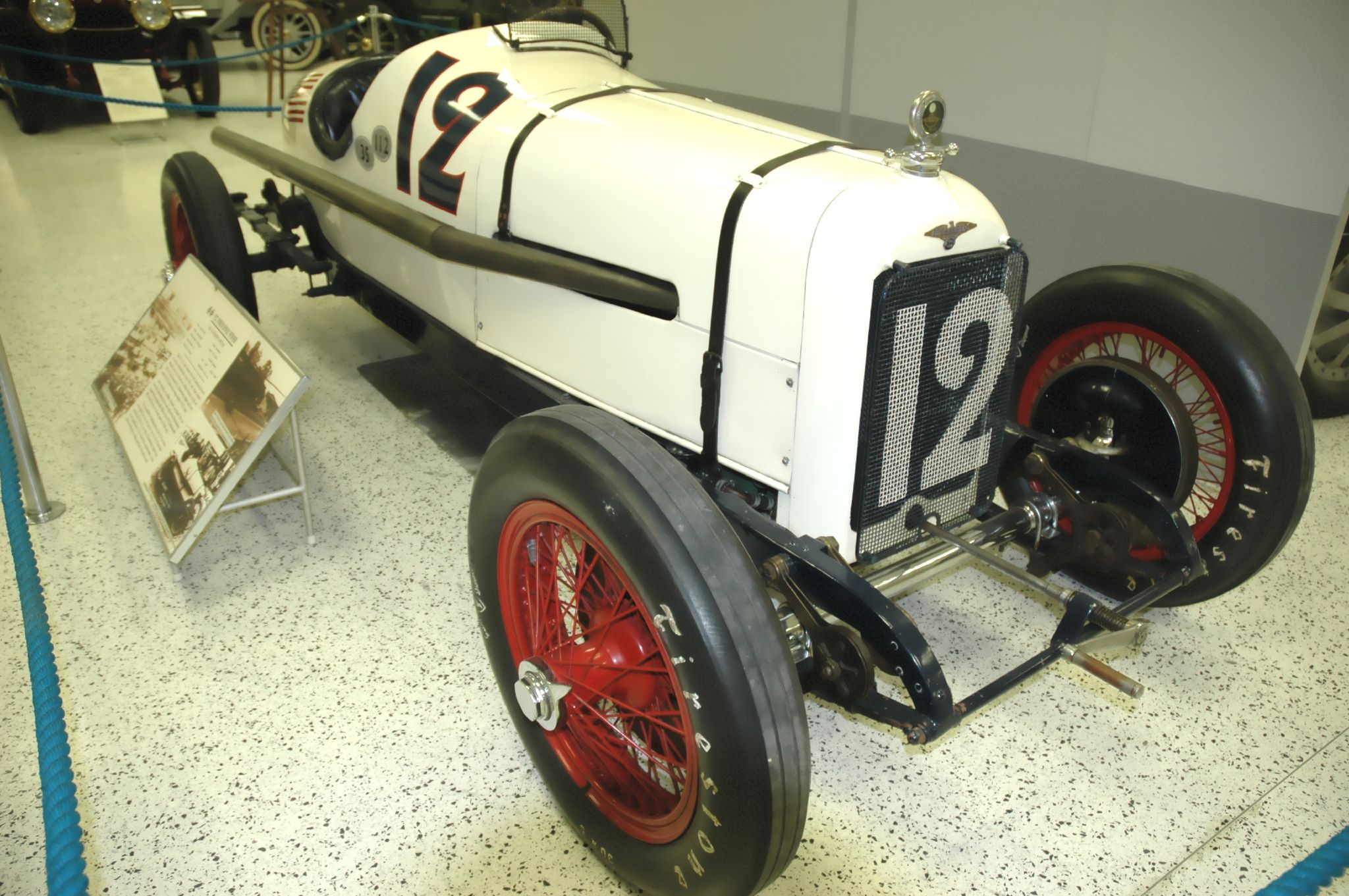
Jimmy Murphys vinnarbil från Frankrikes GP 1921 och Indy 500 1922.

Friedrich och August Düsenberg emigrerade med sin mor från Kirchheide i Tyskland till New York år 1885. De flyttade senare till Rockford, Iowa där de bytte namn till Fred och Augie Duesenberg. De skolade sig i Rockford för att sedan börja jobba som tekniker för jordbruksmaskiner samt tillverkare av väderkvarnar.
Fred Duesenberg startade en motorcykelbutik vid 17 års ålder, samtidigt som brodern Augie hade en liknande butik i staden Garner, Iowa. År 1910 byggde Fred Duesenberg sin första tävlingsbil, efter att ha jobbat som teknisk rådgivare och testförare åt biltillverkaren Rambler.

### Tävlingsbilar
År 1913 bildade de två bröderna Duesenberg Automobile & Motors Company, Inc i Des Moines för att bygga Freds racerbilar. Redan 1914 infördes hydrauliska fyrhjulsbromsar på tävlingsbilarna. Jimmy Murphy vann Frankrikes Grand Prix 1921 med en Duesenberg, den enda amerikanska bil som lyckats med den bedriften. Murphy lät Harry A. Miller modifiera bilen inför Indianapolis 500 1922, en tävling som han också vann. Duesenberg vann sedan ytterligare tre Indy 500-lopp under tjugotalet.

### Lyxbilar

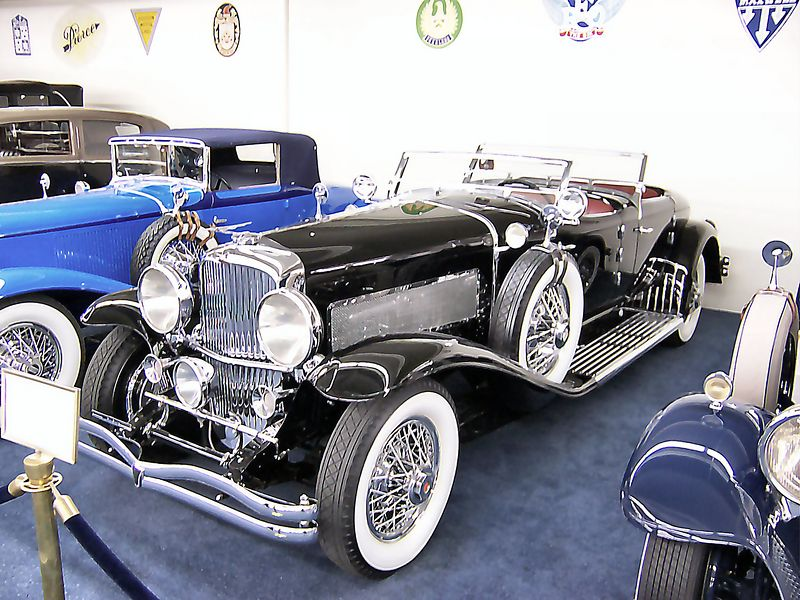
1930 Duesenberg Model J Walker Le Grande Torpedo Phaeton.

Efter första världskriget flyttade bröderna Duesenberg verksamheten till Indianapolis och 1921 presenterades de sin första personbil, Modell A. Liksom tävlingsbilarna hade den hydrauliska fyrhjulsbromsar (först av alla serieproducerade bilar) och en rak åttacylindrig motor (först av alla serieproducerade amerikanska bilar). Motorn var på 4,3 liter och hade överliggande kamaxel. Den lyxiga bilen var mindre och lättare än konkurrenterna och även den snabbaste. 1923 var modellen pace car vid Indy 500.
Model A ersattes 1927 av den vidareutvecklade men kortlivade Model X.
År 1926 tog Errett Lobban Cord över fabriken och Fred Duesenberg arbetade kvar som chefskonstruktör. Cord gav Fred i uppdrag att bygga den bästa bilen på marknaden, oavsett kostnaden. Resultatet, Model J, presenterades i december 1928, på höjden av det glada tjugotalet. Den nya bilen fick en rak åtta på 6,9 liter med dubbla överliggande kamaxlar och fyra ventiler per cylinder. Effekten uppgavs till 265 hk, mer än dubbelt mot närmaste konkurrent. Även om siffran i efterhand konstaterats vara lätt överdriven fanns det ingen konkurrent som kunde erbjuda en så avancerad och stark motor.
Precis som många andra tillverkare av lyxbilar vid tiden byggde Duesenbergfabriken endast chassi och drivlina. Karossen byggdes därefter av en erfaren tillverkare, enligt kundens specifikation.
1932 förolyckades Fred Duesenberg i en bilkrasch och brodern Augie tog över som chefskonstruktör. Samma år introducerades den kompressorförsedda Model SJ, med en uppgiven effekt på 320 hk. Modellen hade kromade avgasrör som gick ut genom motorhuven, som på Mercedes-Benz SS och SSK; ett tillbehör som blev populärt även på J-modellen. Duesenberg byggde även två stycken speciella SSJ-bilar med kort hjulbas och motor med närmare 400 hk. Bilarna såldes till trettiotalets stora Hollywood-stjärnor Clark Gable och Gary Cooper.
Duesenberg fortsatte tjäna pengar på sin lyxbilsproduktion även under den stora depressionen, men 1937 gick Cords företagsgrupp i konkurs och drog med sig Duesenberg i fallet. Den sista bilen köptes av den tyske konstnären Rudolf Bauer. Chassit monterades hos återförsäljaren i Chicago, sedan fabriken slagit igen. Karossen byggdes av Rollston enligt Bauers egna skisser och bilen var klar för leverans först 1940.

### Efterkrigstiden
Efter andra världskriget gjorde Augie Duesenberg ett misslyckat försök att återuppta produktionen. Magin runt ”USA:s bästa bil” var så stark att flera försök att återuppliva märket gjordes under femtio- och sextiotalet. Freds son ”Fritz” Duesenberg var 1966 inblandad i ett av de mest seriösa försöken, med en bil byggd på ett Imperial-chassi. Så sent som 2007 gjordes ännu ett försök att bygga en ny Duesenberg.